# Бекство (Повратак отписаних)
Бекство је девета епизода телевизијске серије „Повратак отписаних“, снимљене у продукцији Телевизије Београд и Централног филмског студија „Кошутњак“. Премијерно је приказана у СФР Југославији 26. фебруара 1978. године на Првом програму Телевизије Београд.

## Историјска подлога
На крају ове, као и осталих епизода налази се натпис — Лица и догађаји су измишљени. Свака сличност је случајна.

## Улоге
| Глумац             | Улога                 |
| ------------------ | --------------------- |
| Павле Вуисић       | Јоца                  |
| Драган Николић     | Прле                  |
| Воја Брајовић      | Тихи                  |
| Злата Петковић     | Марија                |
| Александар Берчек  | Мрки                  |
| Стево Жигон        | Кригер                |
| Петер Карстен      | генерал Фон Фридрихс  |
| Рудолф Улрих       | Милер                 |
| Јован Милићевић    | Бешевић               |
| Васа Пантелић      | Крста Мишић           |
| Стојан Аранђеловић | Иса                   |
| Љубиша Бачић       | Рус                   |
| Светлана Бојковић  | Стана                 |
| Михајло Викторовић | чика Цвика            |
| Иван Бекјарев      | Цане "Курбла"         |
| Божидар Дрнић      | потпредседник владе   |
| Светолик Никачевић | министар              |
| Мавид Поповић      | министар Ракић        |
| Јанез Врховец      | министар за саобраћај |
| Рамиз Секић        | четник                |
| Зоран Миљковић     | агент Илија           |
| Ранко Гучевац      | четник Бошко          |
| Бранко Вујовић     | Ото                   |
| Милутин Бутковић   | чика Јова, кројач     |
| Милка Газикаловић  | Ана, Маријина сестра  |
| Драгољуб Петровић  | свештеник             |
| Душан Антонијевић  | молер                 |
| Драгица Новаковић  | молерова жена         |
| Божидар Пајкић     | пролазник             |
| Стеван Штукеља     | Високи                |
| Богдан Јакуш       | наредник              |
| Слободан Матић     | Риђи                  |
| Борис Јовановић    | келнер Јаре           |
| Цане Фирауновић    | Кениг                 |
| Горан Плеша        | Миле "Сонда"          |
| Срђан Дедић        | Цаки                  |
| Радисав Радојковић | Стева                 |
| Предраг Тодоровић  | Мита "Плајваз"        |
| Драгана Артоновска | Немица                |
| Љев Рјадченко      | Баџа                  |
| Душан Цветковић    | пензионер             |
| Танасије Узуновић  | Фукс                  |
| Љубомир Ћипранић   | агент                 |
| Предраг Милинковић | Гојко                 |
| Дамјан Клашња      | гестаповац            |
| Страхиња Мојић     | агент                 |
| Живојин Ненадовић  | агент                 |